# ビスコッティ・サヴォイアルディ

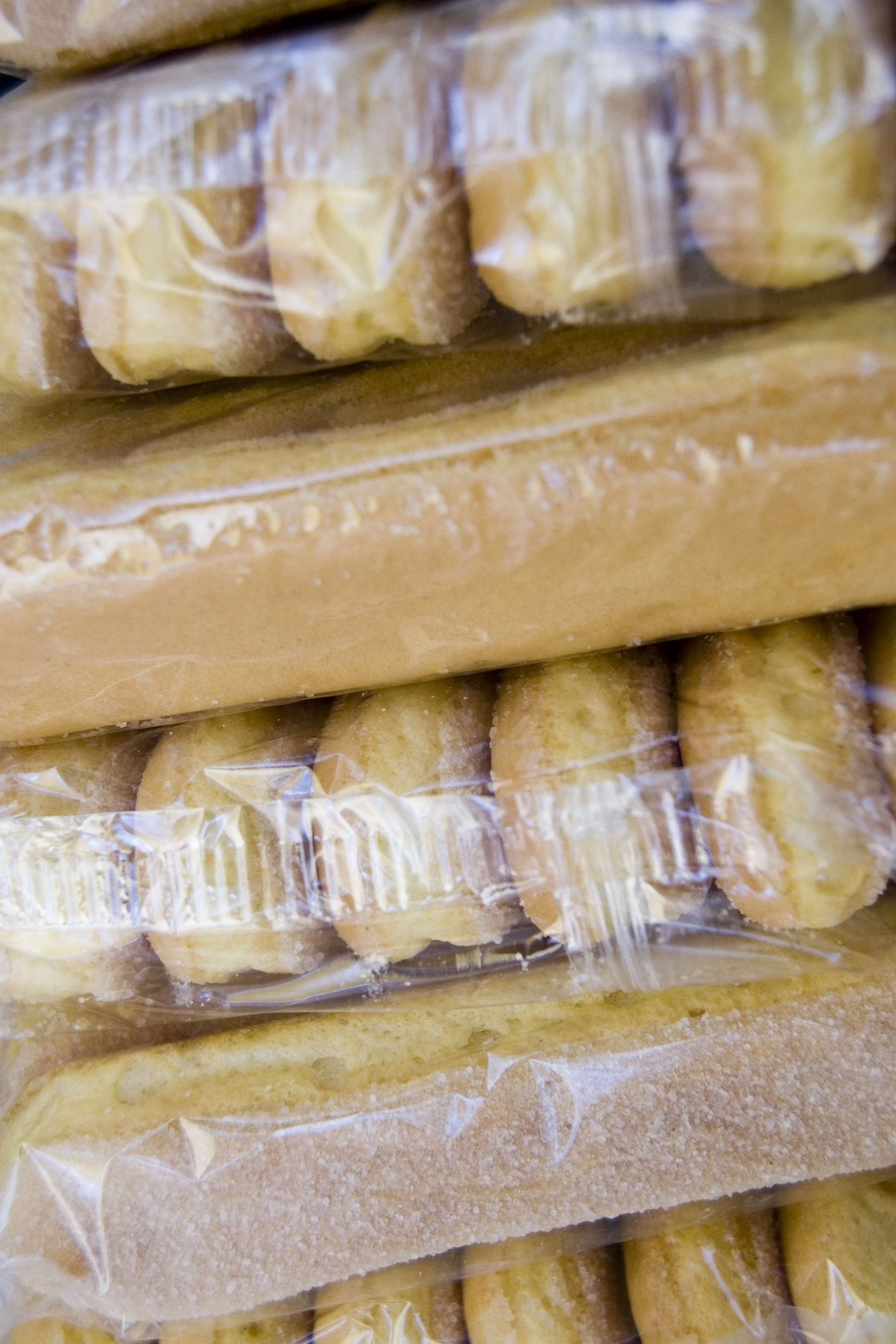
通常サヴォイアルディは透明のプラスチック製の包装に入っている

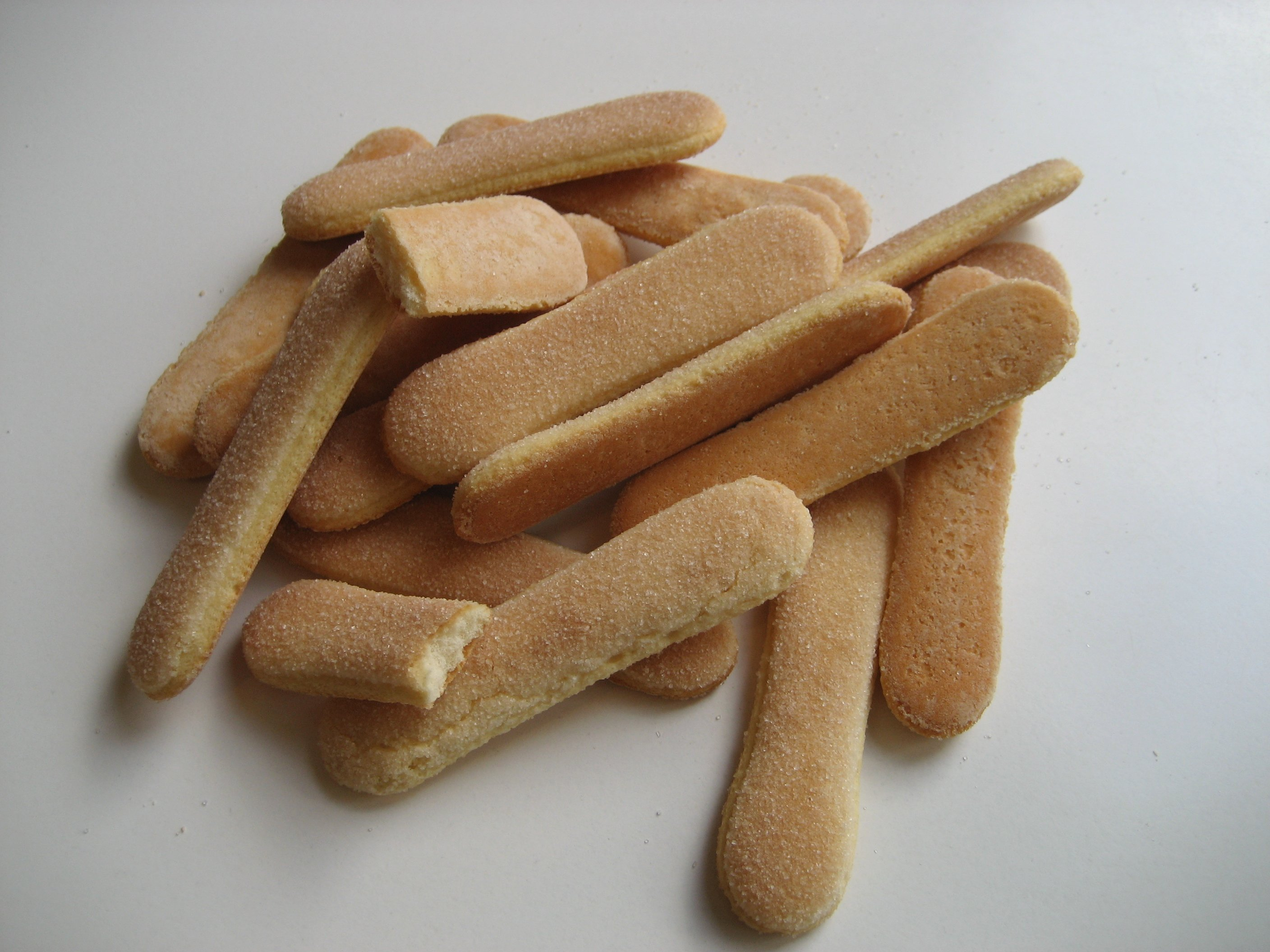
サヴォイアルディ

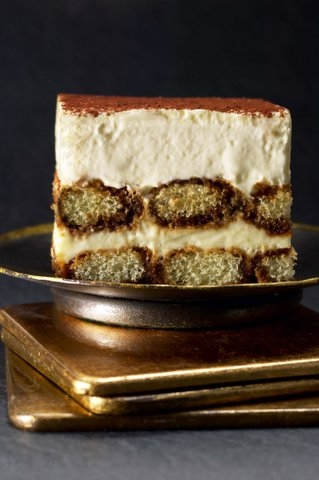
ティラミスの断面

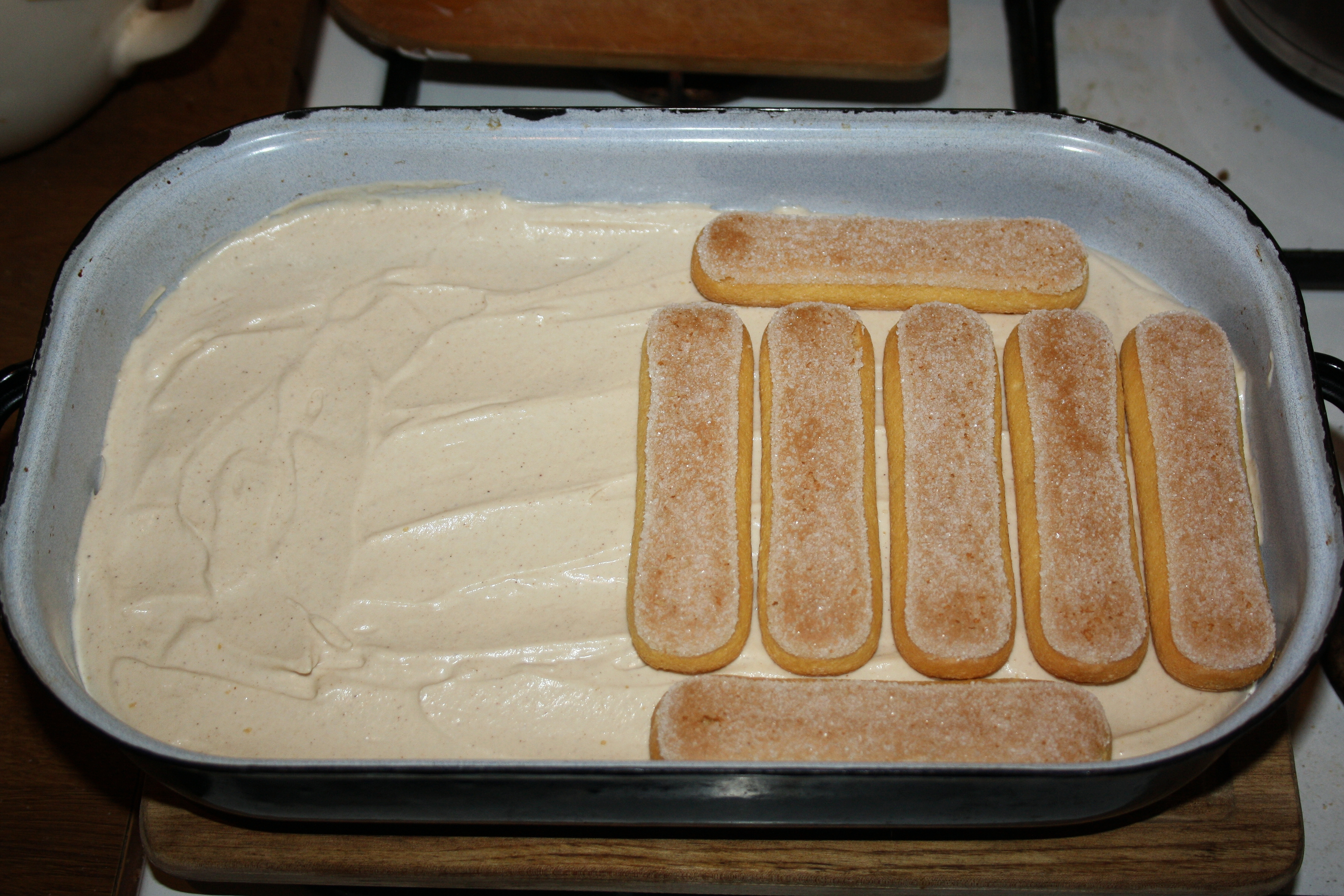
調理中のティラミス

ビスコッティ・サヴォイアルディ（伊: biscotti savoiardi、複数形） ビスコット・サヴォイアルド（biscotto savoiardo、単数形）は、とても脆く多孔質な甘く軽いビスケット菓子。名称はイタリア語で「サヴォイアのビスケット」という意味で、イタリアでは単にサヴォイアルディと呼ばれることが多い。サヴォイア公国で15世紀の終わりに、フランス王の訪問の時に献納されたためにこのように名付けられた。
円筒形を押し潰して角を丸くした、大きな指を連想させる形状のため、ディータ・ディ・ダーマ（伊: dita di dama）、レディ・フィンガー（英: lady finger、いずれも「貴婦人の指」の意）とも呼ばれる。
サヴォイアルディはティラミスやシャルロット、トライフルなどに使用される。

## モリーゼでのサヴォイアルディ
サヴォイアルディまたはプレストファッティ (prestofatti)と呼ばれる菓子は、モリーゼ州により「イタリアの伝統的農業食品」 (prodotti agroalimentari tradizionali italiani) として保証されている。